# Stanley Deser
Stanley Deser (Rivne, Polônia, atualmente Ucrânia, 19 de março de 1931 - 21 de abril de 2023) foi um físico estadunidense.